# Kino (russische Band)
Kino (russisch Кино [kʲɪˈnɔ]) war eine russische Rockband, die 1981 im damaligen Leningrad gegründet wurde. Sie wurde von Jugendidol und Sänger Wiktor Zoi angeführt und hat auch nach dessen Tod eine große Anhängerschaft in Russland und den Nachfolgestaaten der Sowjetunion. Zwischen 1982 und 1990 veröffentlichte Kino insgesamt mehr als 90 Lieder über 7 Studioalben. Mit ihrem in die New-Wave-Richtung gehenden Stil sind sie – zusammen mit den Bands Aquarium und DDT – bedeutende Exponenten der russischen Rockmusik der Perestroika-Ära und, im allgemeinen Sinn, der modernen russischen Popmusik.

## Geschichte

### Gründung und Aufstieg
Der Name der Band taucht 1982 zum ersten Mal auf. Zwei junge Musiker, Wiktor Zoi und Alexei Rybin gründen eine Band unter dem Namen Garin i giperboloidy (Гарин и Гиперболоиды), die einige Monate später in „Kino“ umbenannt wird. 1982 nehmen sie gemeinsam mit den Musikern von Aquarium (Аквариум) und Zoopark (Зоопарк) ihr erstes Album auf. Nach einigen Auftritten löst sich die Band wieder auf.
1984 formiert sich die Band neu. Die Besetzung sieht nun folgendermaßen aus:
- Gitarre, Gesang: Wiktor Zoi (Виктор Цой)
- Gitarre: Juri Kasparian (Юрий Каспарян)
- E-Bass: Alexander Titow (Александр Титов)
- Schlagzeug: Georgi „Gustaw“ Gurjanow (Георгий „Густав“ Гурьянов)

Wenige Monate nach der „Wiedergeburt“ tritt Kino mit einem neuen Programm beim Rock-Festival in Leningrad auf und sorgt dort für Furore. Im selben Jahr bringt die Band das Album Der Kamtschatka-Chef (Начальник Камчатки) heraus und geht dann auf Tour. Im Jahr 1986 verlässt Titow die Band und wird durch Igor Tichomirow (Игорь Тихомиров) ersetzt.
In den Jahren danach nimmt Kino mehrere Alben auf und wird zu einer der populärsten und beliebtesten Rock-Bands in der Sowjetunion. 1989 spielt Kino in Frankreich und Dänemark und geht dann auf Tour durch die ganze UdSSR.

### Auflösung
Am Höhepunkt ihrer Karriere, nach Konzerten in ausverkauften Stadien, verunglückte der Frontmann Zoi nach Aufnahmen in Lettland am 15. August 1990 mit seinem Auto tödlich. Der Rest der Band benutzte die Gesangsaufnahmen, die Zoi auf einer Kassette in seinem Auto hatte und den Unfall unversehrt überstanden hatten, um das angefangene Album fertigzustellen. Das Album, welches zu Ehren Zois unter dem Namen Schwarzes Album erschien, wurde ein enormer Erfolg und zementierte Zois Rang als Jugendidol und Rockstar nachhaltig. An mehreren Orten in den Ländern der Ex-UdSSR wurden ihm Gedenkmauern gewidmet.

### Comeback
Am 11. Oktober 2019 hat Kino angekündigt, sich nach 30 Jahren wieder zu vereinen. Im Herbst 2020 sollten zwei Konzerte stattfinden, die allerdings wegen der COVID-19-Pandemie in das Jahr 2021 verschoben wurden. Das erste Konzert nach der Reunion fand schließlich am 15. Mai 2021 in der CSKA Arena in Moskau statt.
Im Dezember 2022 veröffentlichte die Band ein Studioalbum mit dem Titel "12_22" mit Aufnahmen der Jahre 2012 bis 2022.

## Diskografie

### Alben
| Originaltitel                     | Übersetzung                                                                          | Jahr der Veröffentlichung |
| --------------------------------- | ------------------------------------------------------------------------------------ | ------------------------- |
| 45                                |                                                                                      | 1982                      |
| 46                                |                                                                                      | 1983                      |
| Начальник Камчатки                | Der Kamtschatka-Chef                                                                 | 1984                      |
| Это не Любовь                     | Das ist keine Liebe                                                                  | 1985                      |
| Концерт в Рок-Клубе               | Konzert im Rock-Club                                                                 | 1985                      |
| Ночь                              | Nacht                                                                                | 1986                      |
| Акустический Концерт              | Das akustische Konzert                                                               | 1987                      |
| Группа Крови                      | Blutgruppe                                                                           | 1988                      |
| Последний Герой                   | Der letzte Held                                                                      | 1989                      |
| Звезда по Имени Солнце            | Der Stern namens Sonne                                                               | 1989                      |
| Чёрный альбом (Изначально – Кино) | Das schwarze Album (Anfangs – Kino)                                                  | 1990                      |
| Неизвестные песни Виктора Цоя     | Die unbekannten Lieder von Wiktor Zoi                                                | 1992                      |
| История Этого Мира                | Die Geschichte dieser Welt (Liedersammlung inklusive eines neu aufgefundenen Liedes) | 2000                      |
| 12_22                             |                                                                                      | 2022                      |
| Это не любовь (Remake2024)        | Das ist keine Liebe (Remake 2024)                                                    | 2024                      |

### Singles (Auswahl)
- 1982: Восьмиклассница
- 1988: Группа Крови
- 1988: Закрой За Мной Дверь, Я Ухожу
- 1988: Спокойная Ночь
- 1989: Пачка Сигарет
- 1989: Звезда по имени Солнце
- 1989: Хочу перемен
- 1989: После́дний геро́й
- 1990: Кукушка
- 1990: Лето
- 1990: Кончится Лето

## Sonstiges
In dem Computerspiel Grand Theft Auto IV wurde das Lied Группа Крови in dem Radiosender „Vladivostok FM“ gespielt.
In dem Trailer für das „Drone Age“-Update von dem Spiel „War Thunder“ wird eine editierte Version des Liedes Группа Kрови gespielt.
Im Film „Red Sniper“ wird das Lied Кукушка gesungen.